# Seeburg (Dolna Saksonia)
Seeburg − miejscowość i gmina w Niemczech, w kraju związkowym Dolna Saksonia, w powiecie Getynga, wchodzi w skład gminy zbiorowej Radolfshausen.